# Xian de Fengxin
Le xian de Fengxin (奉新县 ; pinyin : Fèngxīn Xiàn) est un district administratif de la province du Jiangxi en Chine. Il est placé sous la juridiction de la ville-préfecture de Yichun.

## Démographie
La population du district était de 287 241 habitants en 1999.